# Kockázatelemzés
A kockázatelemzés a kockázatmenedzselési eljárásban a lehetséges kockázatok azonosítása, csoportosítása és értékelése a figyelemmel kísért jelenséggel, projekttel vagy üzemeltetési folyamattal kapcsolatban. E résztevékenység során a kockázatok bekövetkezési valószínűségét, okozott hatását, illetve a kockázat bekövetkeztének elkerülésére, illetve hatásának csökkentésére teendő intézkedéseket vizsgálják.
Az elemzés a lehetséges kockázatcsökkentő intézkedések kidolgozásával zárul, amely a kockázatmenedzselésen belül átvezet a kockázatkezeléshez. Mivel bizonyos kockázatok bekövetkezési valószínűsége már a kockázatkezelés időtartama alatt is folyamatosan változhat – jó esetben csökken, kedvezőtlen változásokkor nő –, ezért rendszeresen előáll az újabb kockázatelemzések szükségessége. Ezek eredménye – tudatos változásmenedzsment alkalmazásával – folyamatosan módosíthatja a kockázatkezelési stratégiát.
Lásd még: kockázat

## Az elemzés lépései

### Kockázatazonosítás

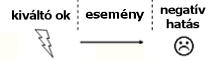
Az azonosított kockázat

A kockázatazonosítással egy ún. kockázatlistát állítunk fel – ebben az eddigi hasonló projektek, ill. az üzemeltetés során tapasztalt, valamint a várható jellegzetes negatív eseményeket soroljuk fel, és meghatározzuk az egyes kockázatok valószínűsíthető fő okait és a várható negatív hatásokat. Utóbbiak szolgálnak majd alapul a preventív ill. korrektív kockázatkezelésnek.
A kockázatlista elsőrendű forrása a kockázatkezelés tárgyával kapcsolatos hiba-, kudarc vagy kárlista, ami a negatív tapasztalatok, kudarcok  alapján folyamatosan frissítendő és a kockázatkezelői tudásbázis egyik legértékesebb része. A kockázatlista összeállítását segíti a különböző kreatív technikák alkalmazása sikeres projektek lezárása után, amikor arra a kérdésre keressük a választ, hogy milyen események hiúsíthatták volna meg a projektet. A kockázatlista összeállítását leginkább a lehetséges vagy valós kudarcokkal nehezen szembesülő résztvevők szubjektív, érzelmi ellenállása akadályozza, valamint az, ha a kockázatkezelők az előzetesen nem kellően tisztázott üzemeltetési, fejlesztési célok és a valós eredmények közötti különbségeket nem határozzák meg.

### Kockázatcsoportosítás
A kockázatlista elemeit a kockázatforrások, ill. az elemzett folyamattal kapcsolatos tevékenységek szakaszai szerint csoportosítjuk:
| KOCKÁZATFORRÁSOK                     | KOCKÁZATFORRÁSOK      | KOCKÁZATFORRÁSOK                         | KOCKÁZATFORRÁSOK       | FOLYAMATSZAKASZOK                                       | FOLYAMATSZAKASZOK | FOLYAMATSZAKASZOK |
| - megbízó és szállítók - szerződések | - célok - erőforrások | objektív                                 | szubjektív             | - előkészítés - lebonyolítás és befejezés - üzemeltetés |                   |                   |
| - megbízó és szállítók - szerződések | - célok - erőforrások | - természeti - társadalmi - technológiai | - véletlen - szándékos | - előkészítés - lebonyolítás és befejezés - üzemeltetés |                   |                   |

Jogszabályok taxatív felsorolását adhatják a különböző kockázatforrásoknak.

#### Kockázatforrások

##### Kockázatok a megbízónál és a szállítóknál
- irreális kezdeményezések, határidők, erőforrások
- az indítás halogatása
- szakképzett személyzet nem áll rendelkezésre
- szállítói határidők és minőség hiányosságai

##### Célkezelés
- irreális, pontatlan, mennyiségileg határozatlan, ellentmondásos célok
- célmódosítások, változó prioritások

##### Erőforrás-kezelés
- erőforrás-kalkuláció hiánya
- keretfeltételek módosulása
- eszközök, eljárások elégtelen működése

##### Objektív és szubjektív kockázatok
- természeti kockázatok
- társadalmi kockázatok
- technológia
- tévedés
- szabotázs

### Kockázatértékelés
A kockázatértékelés a kockázatpotenciál és a kockázatprioritási sorrend – utóbbi nem azonos az intézkedési sorrenddel – megállapításából áll. 

#### A kockázatpotenciál

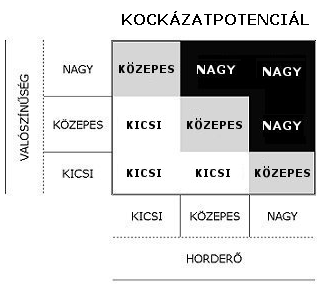
A kockázatpotenciál mértéke

Valamely esemény kockázatpotenciálja további két összetevő, a bekövetkezési valószínűség és a kárhatás horderejének együttese.
1. a kis kockázatpotenciálú esemény olyan kockázat, amelynek valószínűsége és hordereje kicsi, vagy amelynek kicsi a valószínűsége közepes horderővel, vagy amelynek közepes a valószínűsége kis horderővel;
2. a közepes kockázatpotenciálú esemény olyan kockázat, amelynek valószínűsége és hordereje közepes, vagy amelynek nagy a valószínűsége kis horderővel, vagy amelynek kicsi a valószínűsége nagy horderővel;
3. a nagy kockázatpotenciálú esemény pedig az a kockázat, amelynek valószínűsége és hordereje nagy, vagy amelynek nagy a valószínűsége közepes horderővel, vagy amelynek közepes a valószínűsége nagy horderővel.

A kockázatpotenciál meghatározása alapvetően befolyásolja a későbbi kockázatkezelés módját.

## Elmélettörténet
Platón – Szókratész egyik vitapartnerét, Nikiászt idézve – határozta meg először a bátorság fogalmát, mint "A veszedelmes és biztonságos dolgok tudományát." Szókratész "veszedelmes dolgoknak" azokat nevezte, amelyek "félelmet keltenek", szemben a biztonságosakkal, amelyek nem. Ugyanő "a meglévő, az eljövendő és a bekövetkezett rossz ismeretét" az erényesség egyik leglényegesebb összetevőjének tekintette.